# Bruny Nsimba
Bruny Nsimba, né le 5 avril 2000 à Bukunzao en Angola, est un footballeur belge, d'origine angolaise, qui joue au poste d'attaquant au FCV Dender EH.

## Biographie

### En club
Bruny Nsimba naît en Angola d'un père congolais et d'une mère angolaise. Deux ans plus tard, sa famille déménage en Belgique, où il rejoint Anderlecht-Cureghem à l'âge de huit ans. Il part ensuite au RSC Anderlecht, mais lorsque sa famille déménage à Alost en 2009, il se retrouve au FCV Dender EH avant de jouer pour le KV Malines en 2011. En 2013, il joue au KRC Genk. En 2019, il passe des équipes de jeunes de Genk à celles de l'Antwerp.

#### Antwerp et prêt
Au printemps 2020, il intègre l'équipe première de l'Antwerp. Le 1er août, il fait ses débuts avec le club lorsqu'il remplace Lior Refaelov, lors de la finale de la Coupe de Belgique dans les derniers instants de la rencontre. Le 8 août, il fait ses débuts en Jupiler Pro League. Il remplace Lior Refaelov pour les 10 dernières minutes contre l'Excel Mouscron.
Le 20 septembre, il remplace Martin Hongla à la 54e contre la KAS Eupen et semblait sur le point de marquer son premier but pour l'Antwerp, mais le but est refusé en raison de la position de hors-jeu de Dieumerci Mbokani. Cinq jours plus tard, il est titulaire avec l'Antwerp. Lors de ce match, il délivre une passe décisive à Dieumerci Mbokani lors de la victoire 1-3 de l'Antwerp contre le KV Courtrai. En octobre, il signe son premier contrat avec l'Antwerp.
Après avoir signé son contrat, il obtient très peu de temps de jeu avec l'équipe première de l'Antwerp. Pour le reste de la saison 2020-2021, en partie en raison d'une blessure, il s'en tient à une poignée de minutes contre le KV Ostende le 23 janvier 2021,. Il souffre également de blessures lors de la saison 2021-2022. Il obtient ses seules minutes de jeu de la saison le 11 février 2022 : lors du match de championnat contre le RFC Seraing (victoire, 0-1). Il  remplace Alhassan Yusuf à la 81e minute.

#### FCV Dender EH
En juin 2024, il rejoint le FCV Dender EH pour trois ans. Il fait ses débuts avec le club le 27 juillet 2024, contre l'Union Saint-Gilloise (match nul, 0-0).